# 四条隆重
四条隆重（しじょう たかしげ、永正4年（1507年） - 天文8年（1539年）11月19日）は、室町時代後期の公卿。

## 官歴
- 永正14年（1517年）：従五位上、侍従
- 永正17年（1520年）：正五位下、右少将
- 大永2年（1522年）：下野権介
- 大永6年（1526年）：従四位下、右中将
- 享禄2年（1529年）：従四位上
- 享禄5年（1532年）：正四位下
- 天文5年（1536年）：従三位
- 天文6年（1537年）：参議
- 天文7年（1538年）：美濃権守

## 系譜
- 父：四条隆永
- 子：四条隆益